# Xã Wilber, Michigan
Xã Wilber (tiếng Anh: Wilber Township) là một xã thuộc quận Iosco, tiểu bang Michigan, Hoa Kỳ. Năm 2010, dân số của xã này là 729 người.